# Lijst van terugkerende personages uit Star Trek: Deep Space Nine
Het volgende is een lijst van regelmatig terugkerende personages uit de televisieserie Star Trek: Deep Space Nine. Hierin zijn personages die een zeer beperkte rol hebben (geen tekst, kort in beeld, etc.) niet opgenomen.
| Naam personage              | Korte omschrijving                                                                    | Vertolker                                      | Seizoen(en)  |
| --------------------------- | ------------------------------------------------------------------------------------- | ---------------------------------------------- | ------------ |
| Gul Dukat                   | Een beruchte Cardassian                                                               | Marc Alaimo                                    | 1 t/m 7      |
| Elim Garak                  | Een verbannen Cardassiaanse spion van de Obsidiaanse Orde                             | Andrew Robinson                                | 1 t/m 7      |
| Damar                       | Een hoge Cardassiaanse militair                                                       | Casey Biggs                                    | 4 t/m 7      |
| Rom                         | Broer van Quark                                                                       | Max Grodénchik                                 | 1 t/m 7      |
| Nog                         | Zoon van Rom, vriend van Jake Sisko op Deep Space Nine                                | Aron Eisenberg                                 | 1 t/m 7      |
| Morn                        | Vaste barklant van Quark (gemodelleerd naar Norm Peterson, vaste barklant van Cheers) | Mark Allen Shepherd                            | 1 t/m 7      |
| Weyoun                      | Een serie Vorta-clonen                                                                | Jeffrey Combs                                  | 4 t/m 7      |
| Brunt                       | Werkt bij de FCA (Ferengi Commerce Authority), vijand van Quark                       | Jeffrey Combs                                  | 3 t/m 7      |
| Vrouwelijke vormveranderaar | Een van de Founders, leiders van de Dominion                                          | Salome Jens                                    | 3 t/m 7      |
| Gowron                      | Leider van het Klingonrijk                                                            | Robert O'Reilly                                | 3 t/m 7      |
| Martok                      | Generaal binnen het Klingonrijk                                                       | J.G. Hertzler                                  | 4 t/m 7      |
| Keiko O'Brien               | Vrouw van Miles O'Brien                                                               | Rosalind Chao                                  | 1 t/m 7      |
| Molly O'Brien               | Dochter van Miles en Keiko                                                            | Hana Hatae                                     | 1 t/m 7      |
| Kasidy Yates                | Vrouw/vriendin van Benjamin Sisko                                                     | Penny Johnson                                  | 3 t/m 7      |
| Michael Eddington           | Infiltrant van de Maquis                                                              | Kenneth Marshall                               | 3 t/m 5      |
| William Ross                | Admiraal binnen Starfleet                                                             | Barry Jenner                                   | 6 en 7       |
| Kai Winn                    | Spiritueel leider van Bajor                                                           | Louise Fletcher                                | 1 t/m 7      |
| Vedek Bareil                | Hoge geestelijke van Bajor, vriend van Kira Nerys                                     | Philip Anglim                                  | 1 t/m 3 en 6 |
| Tora Ziyal                  | Dochter van Dukat                                                                     | Cyia Batten, Tracy Middendorf en Melanie Smith | 4 t/m 6      |
| Shakaar                     | Politiek leider van Bajor                                                             | Duncan Regehr                                  | 3 t/m 5      |
| Leeta                       | Vrouw van Rom                                                                         | Chase Masterson                                | 3 t/m 7      |
| Vic Fontaine                | Holografisch beeld van een zanger uit de jaren 1960                                   | James Darren                                   | 6 en 7       |
| Zek                         | Grand Nagus van de Ferengi                                                            | Wallace Shawn                                  | 1 t/m 7      |